# Marcus Arrecinus Clemens (Konsul)
Marcus Arrecinus Clemens († zwischen 83 und 96) war ein römischer Senator im 1. Jahrhundert.
Er war Sohn des gleichnamigen Prätorianerpräfekten unter Caligula. Der jüngere Arrecinus erhielt, obwohl Senator, dasselbe Amt im Jahr 70 nach dem Bürgerkrieg des Vierkaiserjahres übertragen, weil er mit dem neuen flavischen Kaiserhaus verschwägert war: Seine Schwester Arrecina Tertulla war die erste, früh verstorbene Frau des Kaisersohns und späteren Kaisers Titus gewesen.
Zu einem unbekannten Zeitpunkt, vielleicht schon unter Nero, bekleidete Arrecinus Clemens die Prätur als praetor urbanus. Im Jahr 73 wurde er Suffektkonsul, später legatus Augusti pro praetore (Statthalter) der Provinz Hispania Tarraconensis. Ein zweites Suffektkonsulat bekleidete er wohl im Jahr 83 oder 84 unter Domitian. Eventuell war Arrecinus auch Stadtpräfekt von Rom (wohl nicht, wie früher vermutet, curator aquarum). Obwohl er zu Domitians Vertrauten gehörte, wurde er vom Kaiser zu einem nicht bekannten Zeitpunkt hingerichtet.